# Specie di Hypochaeris
Elenco delle 63 specie di  Hypochaeris:

## A
- Hypochaeris acaulis (J.Rémy) Britton
- Hypochaeris achyrophorus  L.
- Hypochaeris alba  Cabrera
- Hypochaeris albiflora  (Kuntze) Azevêdo-Gonç. & Matzenb.
- Hypochaeris angustifolia  (Litard. & Maire) Maire
- Hypochaeris apargioides  Hook. & Arn.
- Hypochaeris arachnoides  Poir.
- Hypochaeris arenaria  Gaudich.
- Hypochaeris argentina  Cabrera

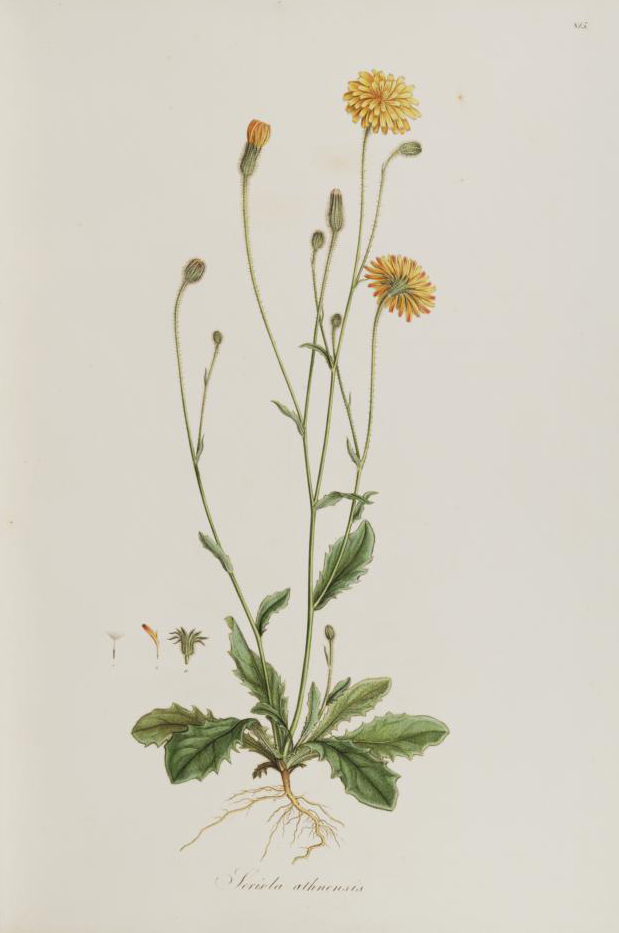
Hypochaeris achyrophorus
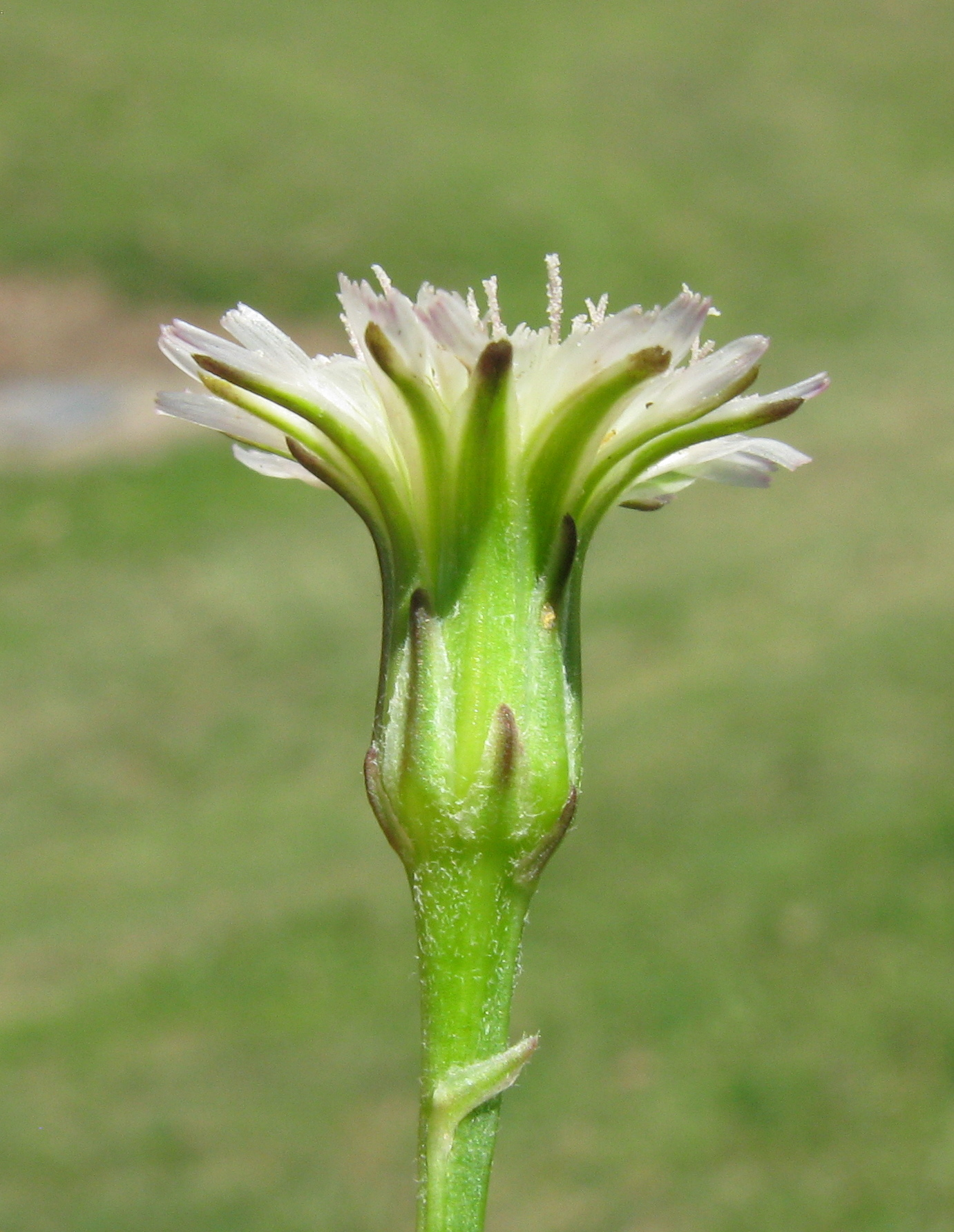
Hypochaeris albiflora

## C
- Hypochaeris caespitosa  Cabrera
- Hypochaeris catharinensis  Cabrera
- Hypochaeris chillensis  (Kunth) Britton
- Hypochaeris chondrilloides  (A.Gray) Cabrera
- Hypochaeris ciliata  (Thunb.) Makino
- Hypochaeris clarionoides  (J.Rémy) Reiche
- Hypochaeris claryi  Batt.
- Hypochaeris crepioides  Tatew. & Kitam.
- Hypochaeris cretensis  (L.) Bory & Chaub.

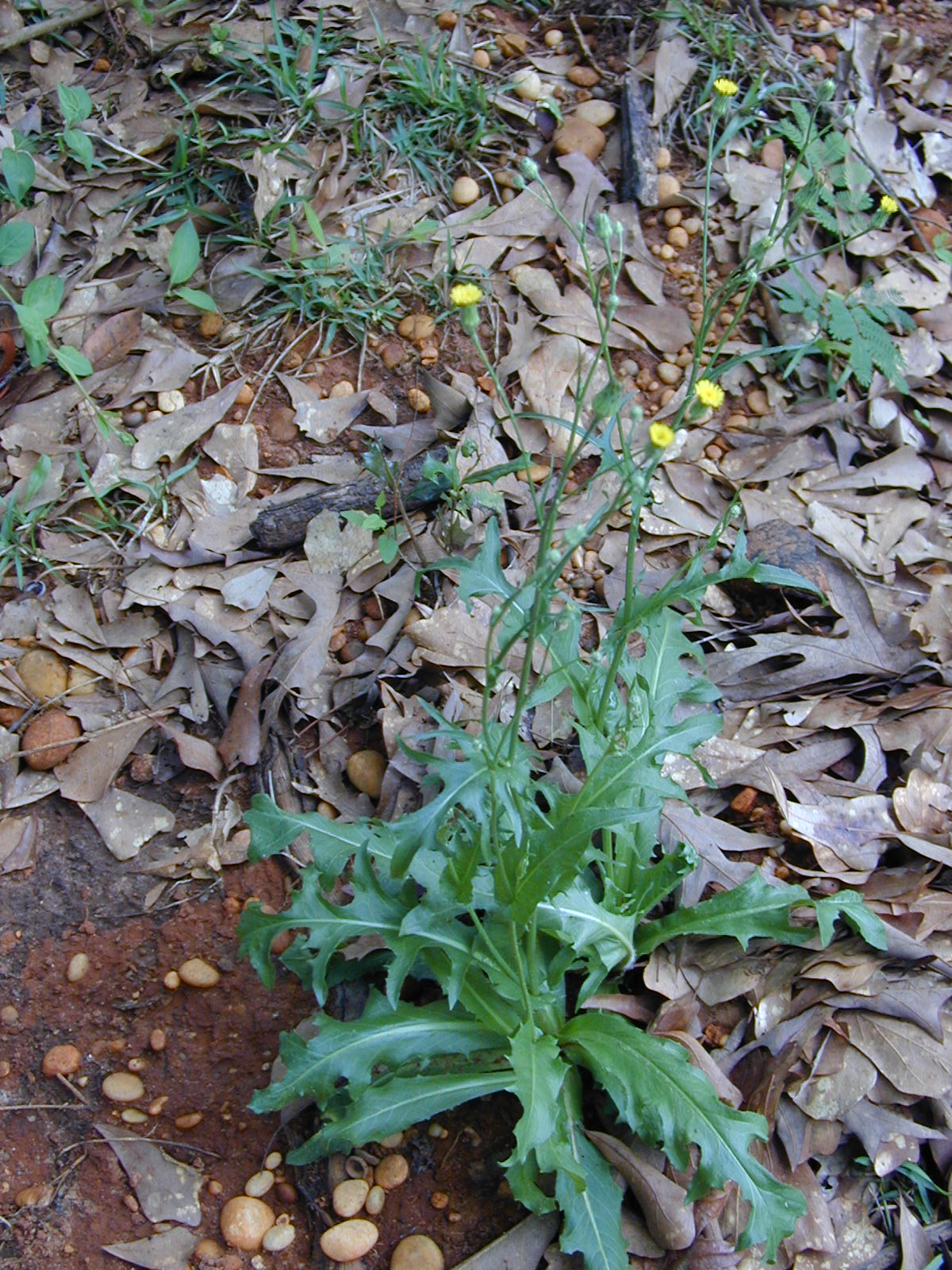
Hypochaeris chillensis
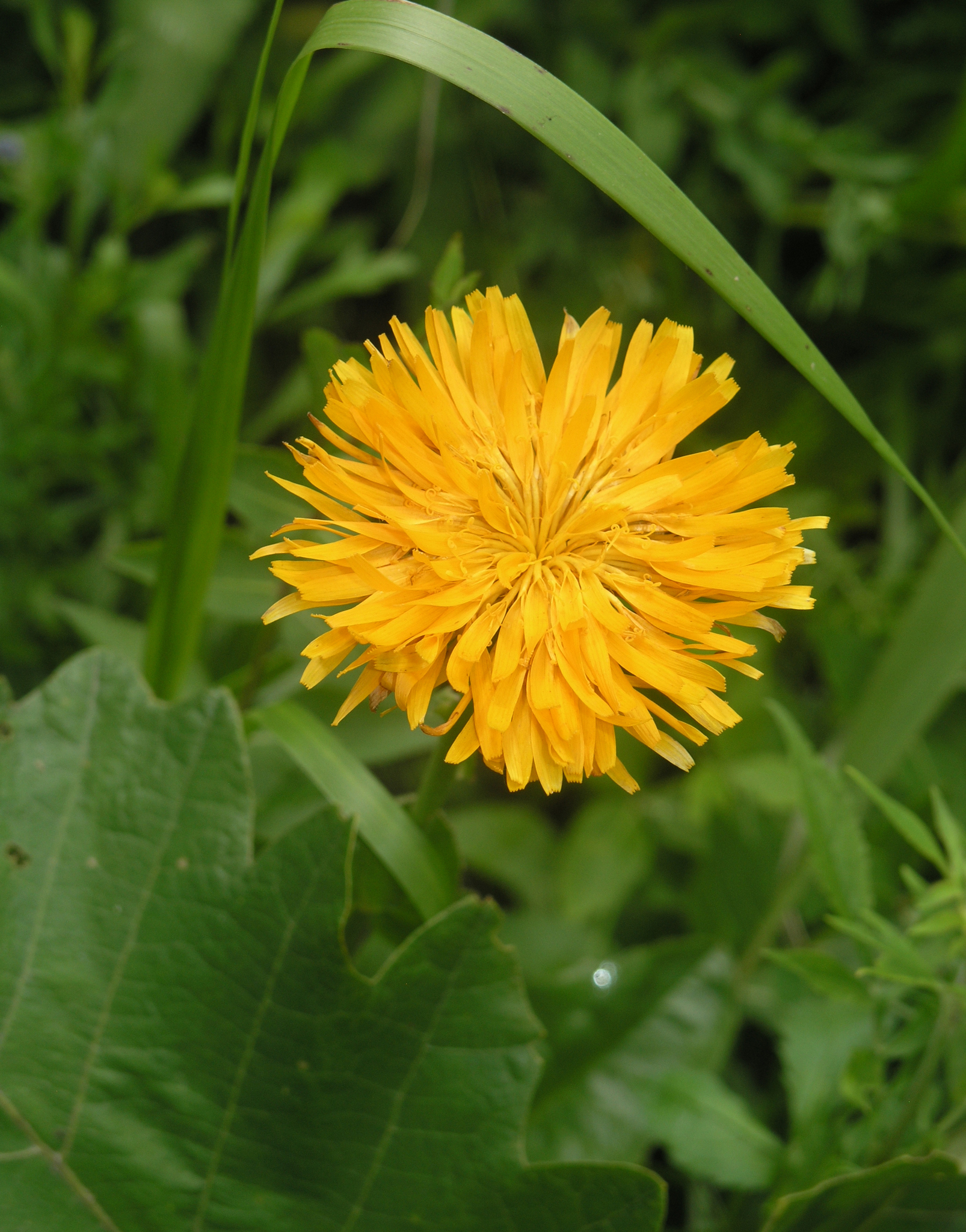
Hypochaeris ciliata

## E
- Hypochaeris echegarayi  Hieron.
- Hypochaeris elata  Griseb.
- Hypochaeris eremophila  Cabrera
- Hypochaeris eriolaena  (Sch.Bip.) Reiche

## F
- Hypochaeris facchiniana  Ambrosi

## G
- Hypochaeris glabra  L.
- Hypochaeris graminea  Hieron.
- Hypochaeris grisebachii  Cabrera

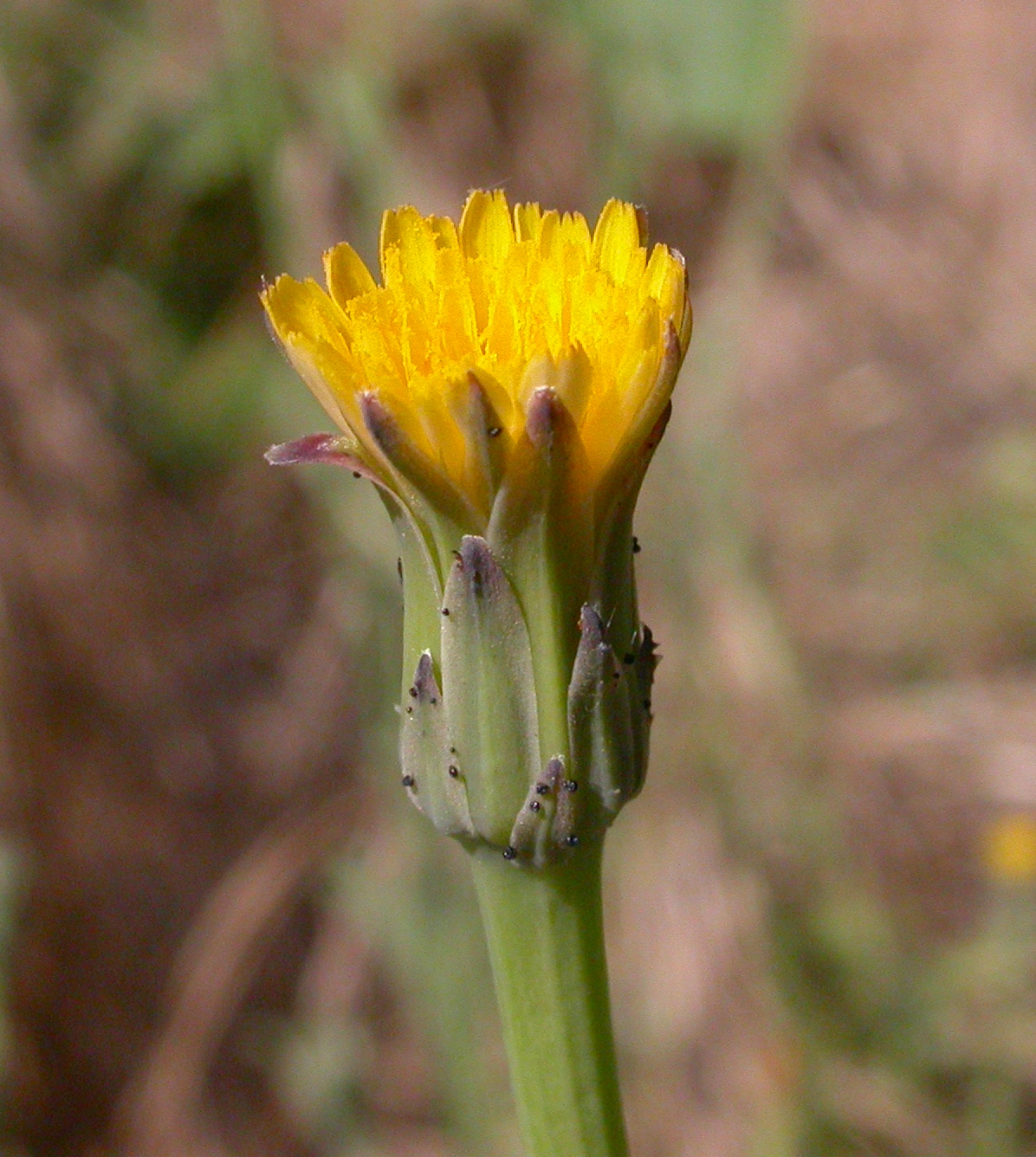
Hypochaeris glabra

## H
- Hypochaeris hohenackeri  (Sch.Bip.) Domke
- Hypochaeris hookeri  Phil.

## I
- Hypochaeris incana  (Hook. & Arn.) Macloskie

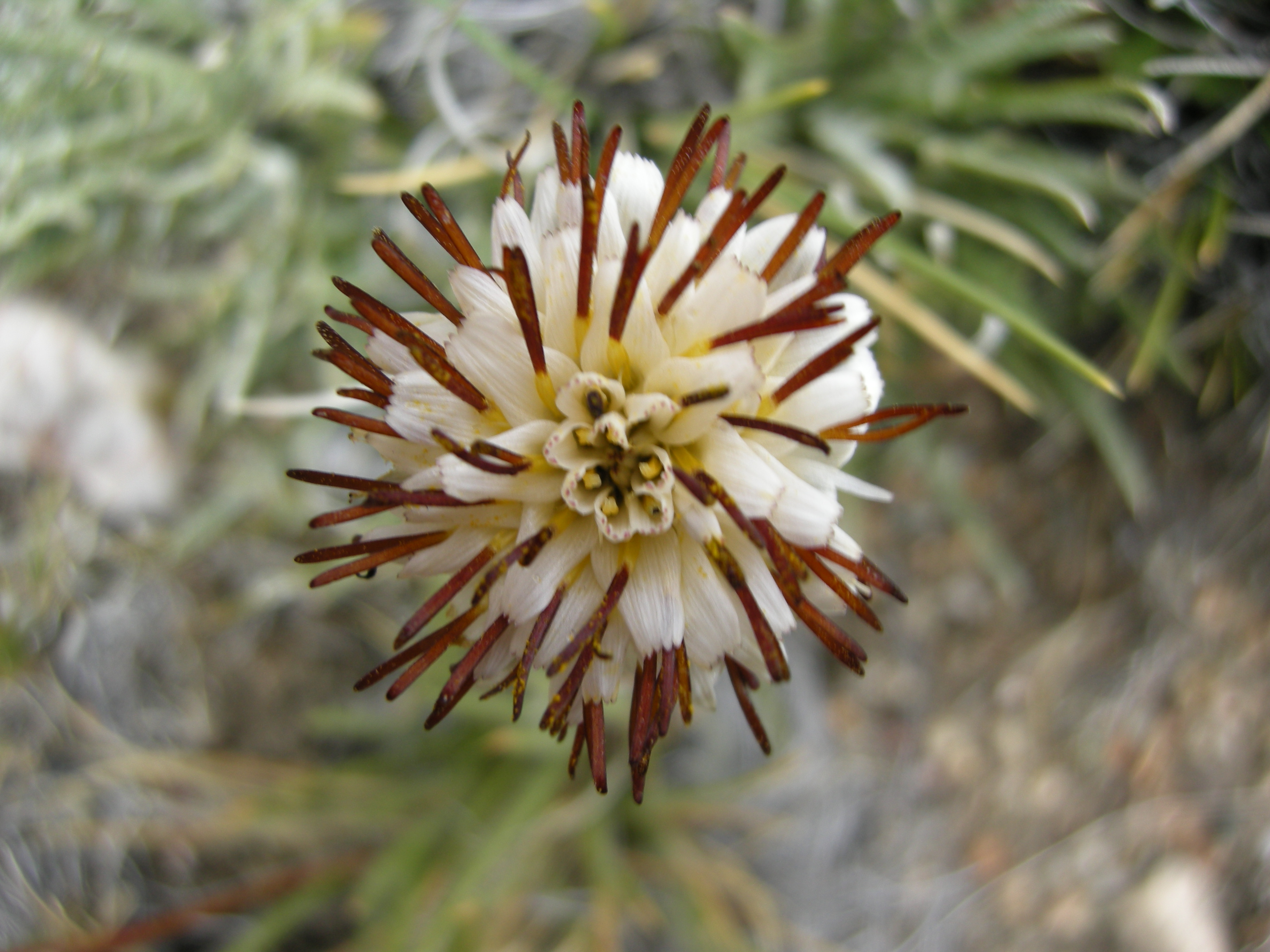
Hypochaeris incana

## L
- Hypochaeris laciniata  (Hicken) Urtubey, Stuessy & Tremetsb.
- Hypochaeris laevigata  (L.) Cesati
- Hypochaeris leontodontoides  Ball
- Hypochaeris lutea  (Vell.) Britton

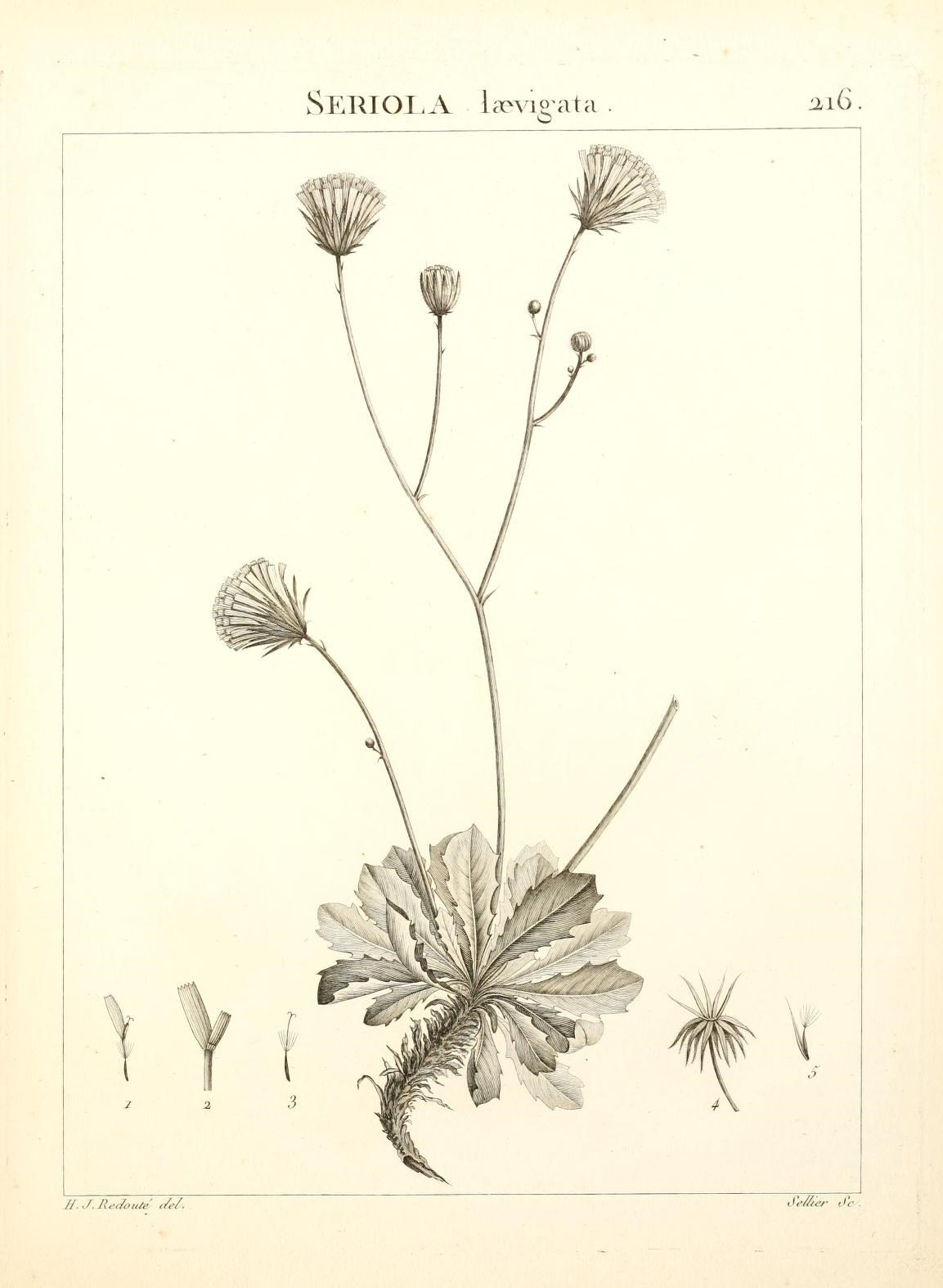
Hypochaeris laevigata

## M
- Hypochaeris maculata  L.
- Hypochaeris megapotamica  Cabrera
- Hypochaeris melanolepis  Phil.
- Hypochaeris meyeniana  (Walp.) Benth. & Hook.f. ex Griseb.
- Hypochaeris microcephala  (Sch.Bip.) Cabrera
- Hypochaeris mucida  Domke

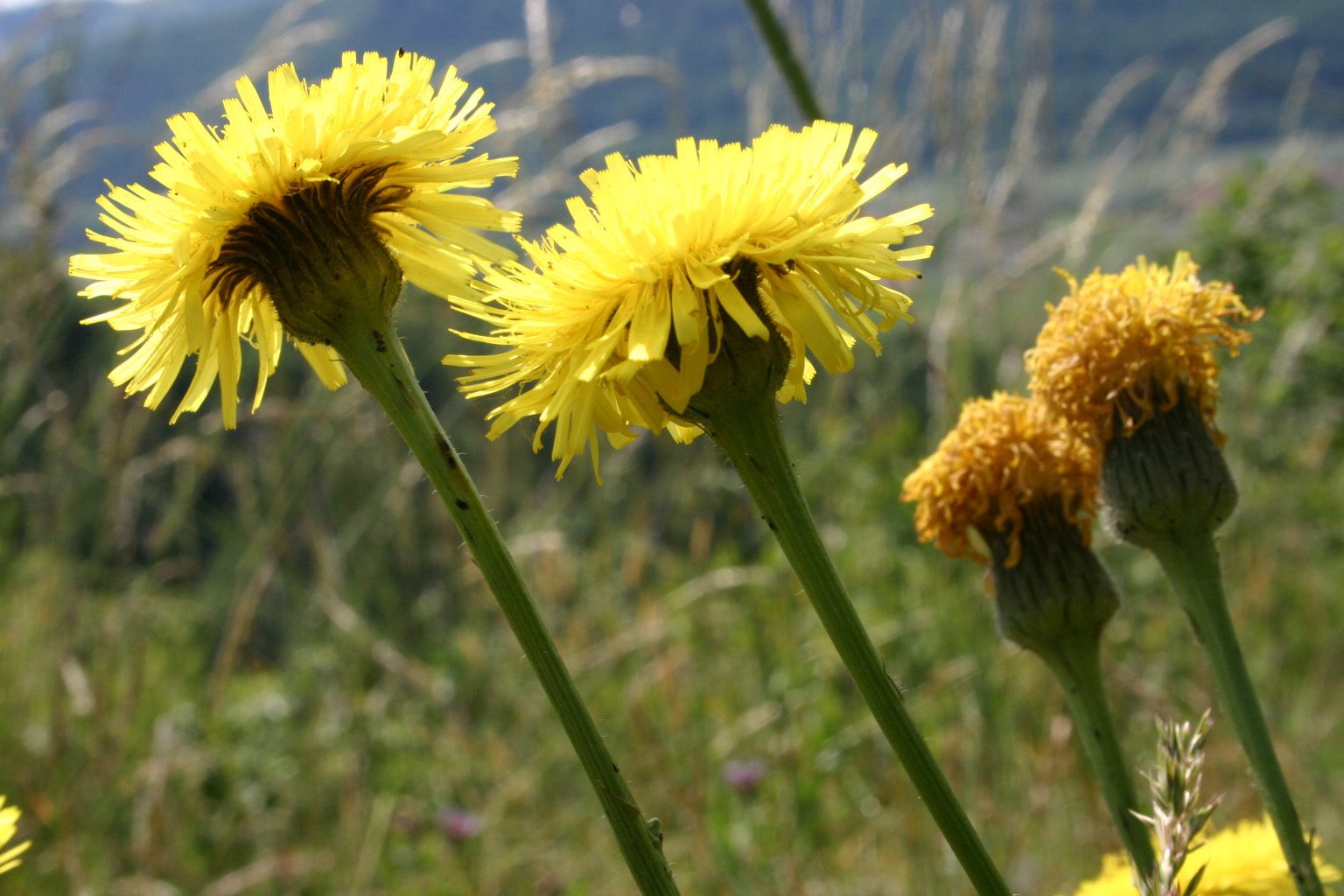
Hypochaeris maculata
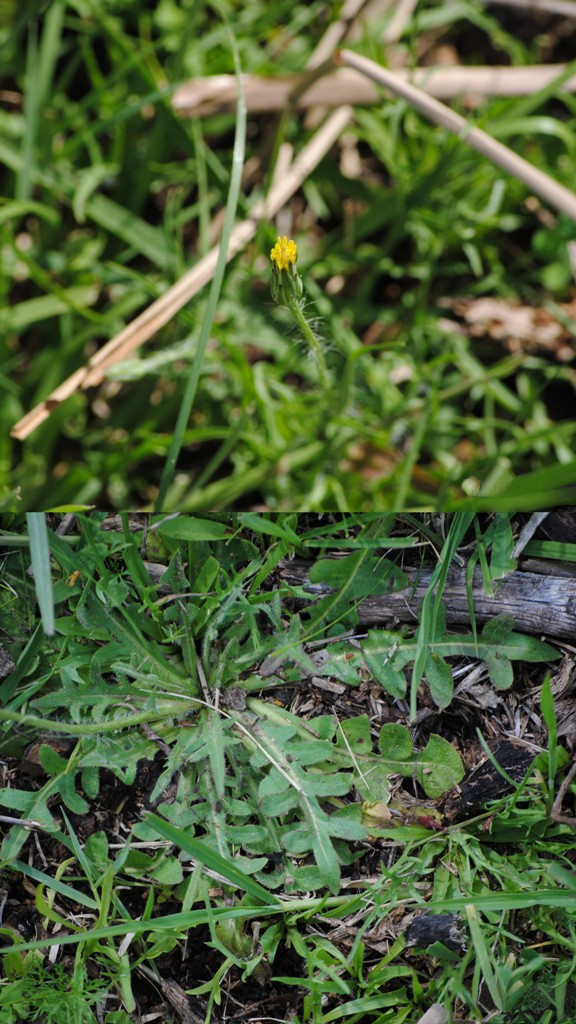
Hypochaeris megapotamica
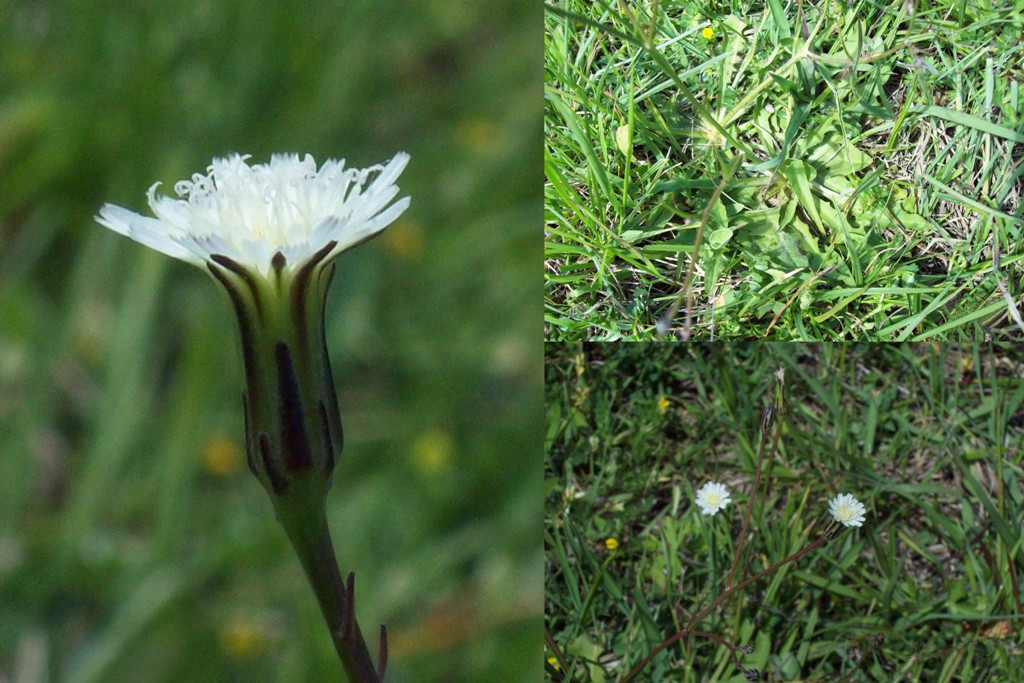
Hypochaeris microcephala

## N
- Hypochaeris nahuelvutae  Phil.
- Hypochaeris neopinnatifida  Azevêdo-Gonç. & Matzenb.

## O
- Hypochaeris oligocephala  (Svent. & Bramw.) Lack

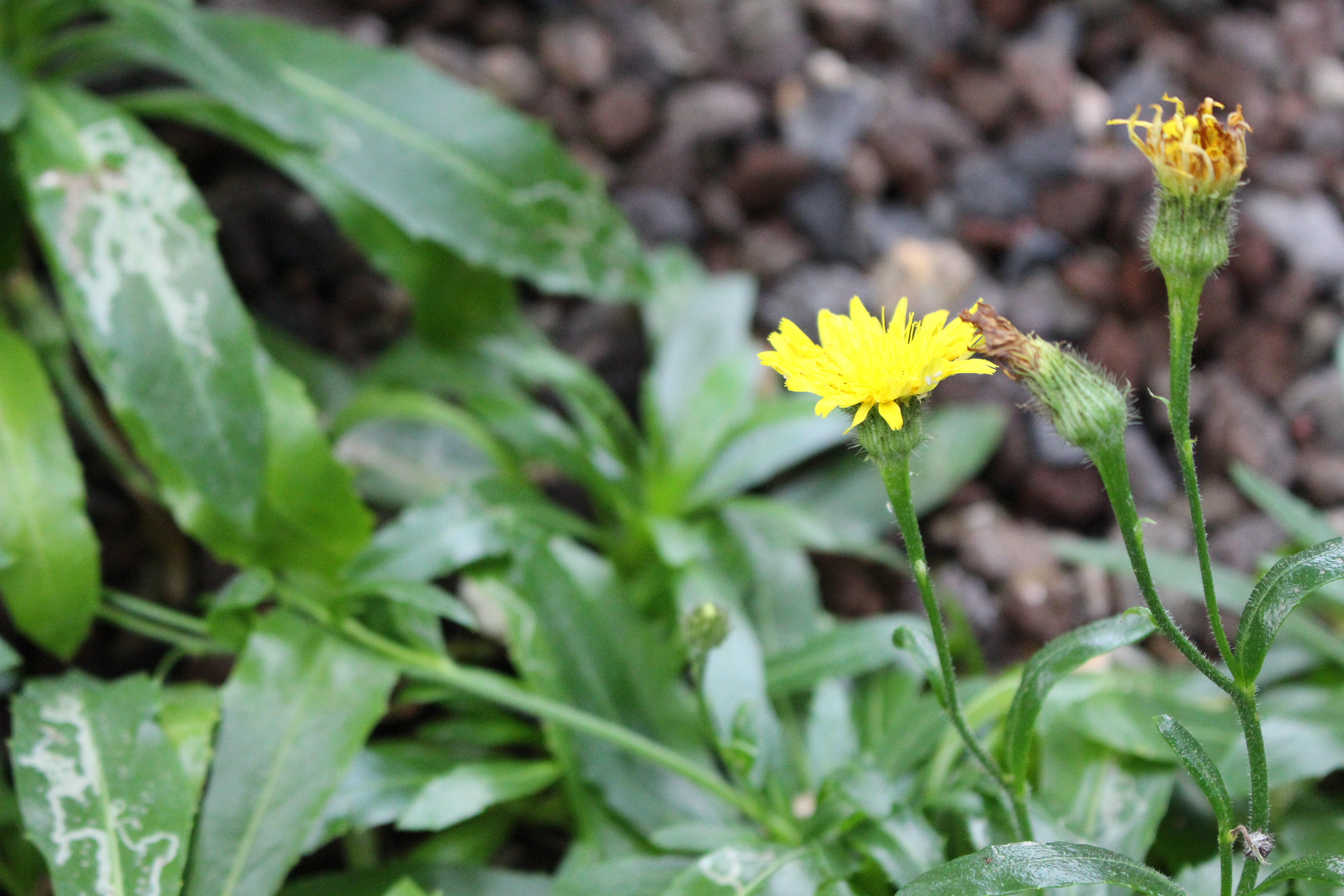
Hypochaeris oligocephala

## P
- Hypochaeris palustris  (Phil.) De Wild.
- Hypochaeris pampasica  Cabrera
- Hypochaeris parodii  Cabrera
- Hypochaeris patagonica  Cabrera
- Hypochaeris petiolaris  (Hook. & Arn.) Griseb.
- Hypochaeris pilosa  Reiche

## R
- Hypochaeris radicata  L.
- Hypochaeris rutea  Talavera

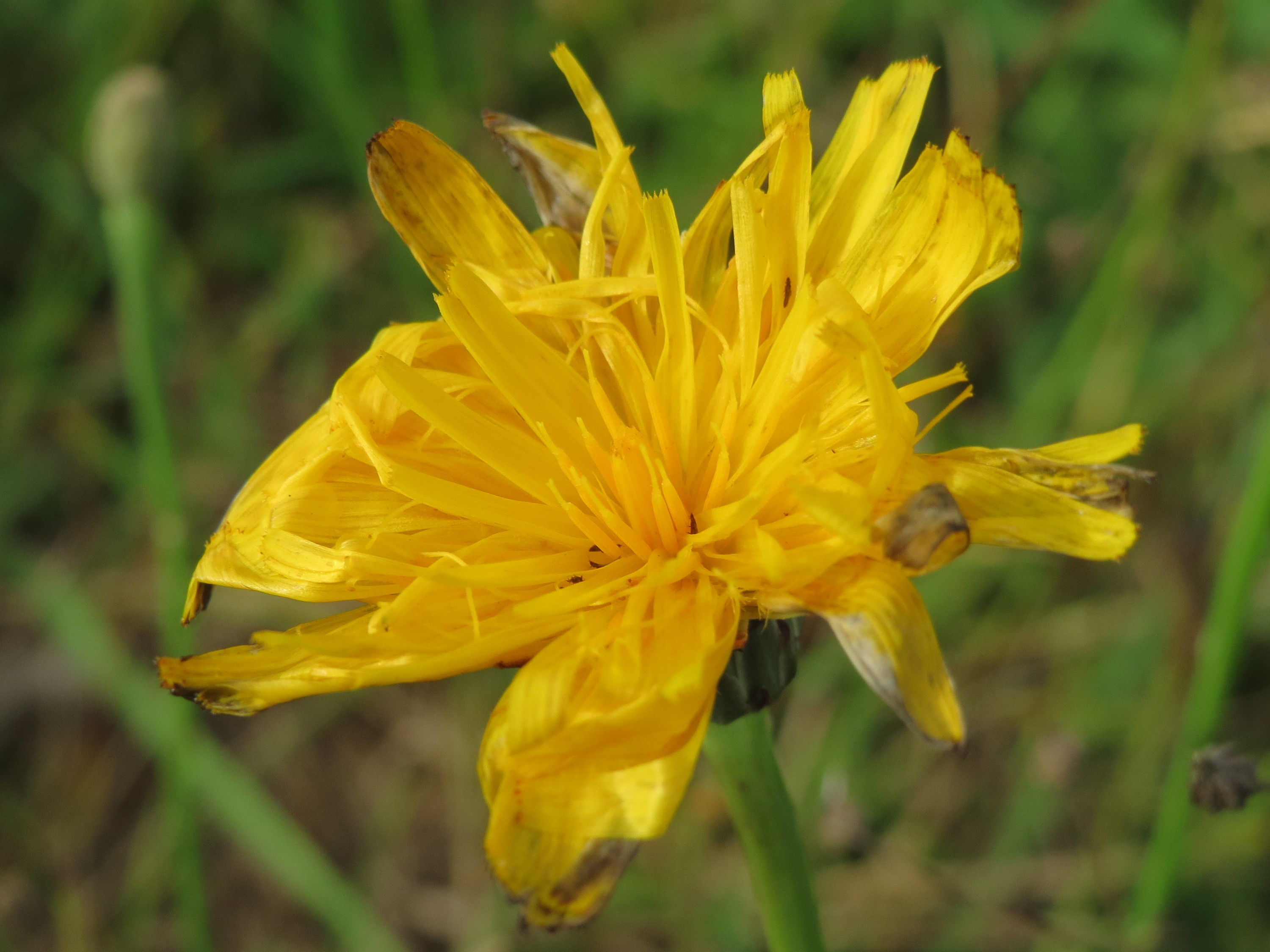
Hypochaeris radicata

## S
- Hypochaeris saldensis  Batt.
- Hypochaeris salzmanniana  DC.
- Hypochaeris sardoa  Bacch., Brullo & Terrasi
- Hypochaeris scorzonerae  (DC.) F.Muell.
- Hypochaeris sessiliflora  Kunth
- Hypochaeris setosa  Formánek
- Hypochaeris spathulata  (J.Rémy) Reiche

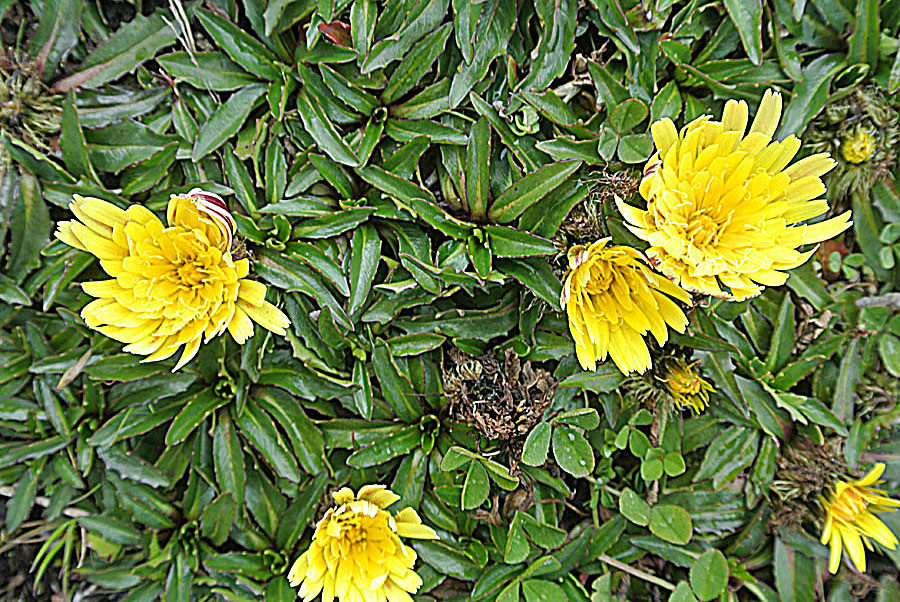
Hypochaeris sessiliflora

## T
- Hypochaeris taraxacoides  Ball
- Hypochaeris tenuiflora  (Boiss.) Boiss.
- Hypochaeris tenuifolia  (Hook. & Arn.) Griseb.
- Hypochaeris tropicalis  Cabrera

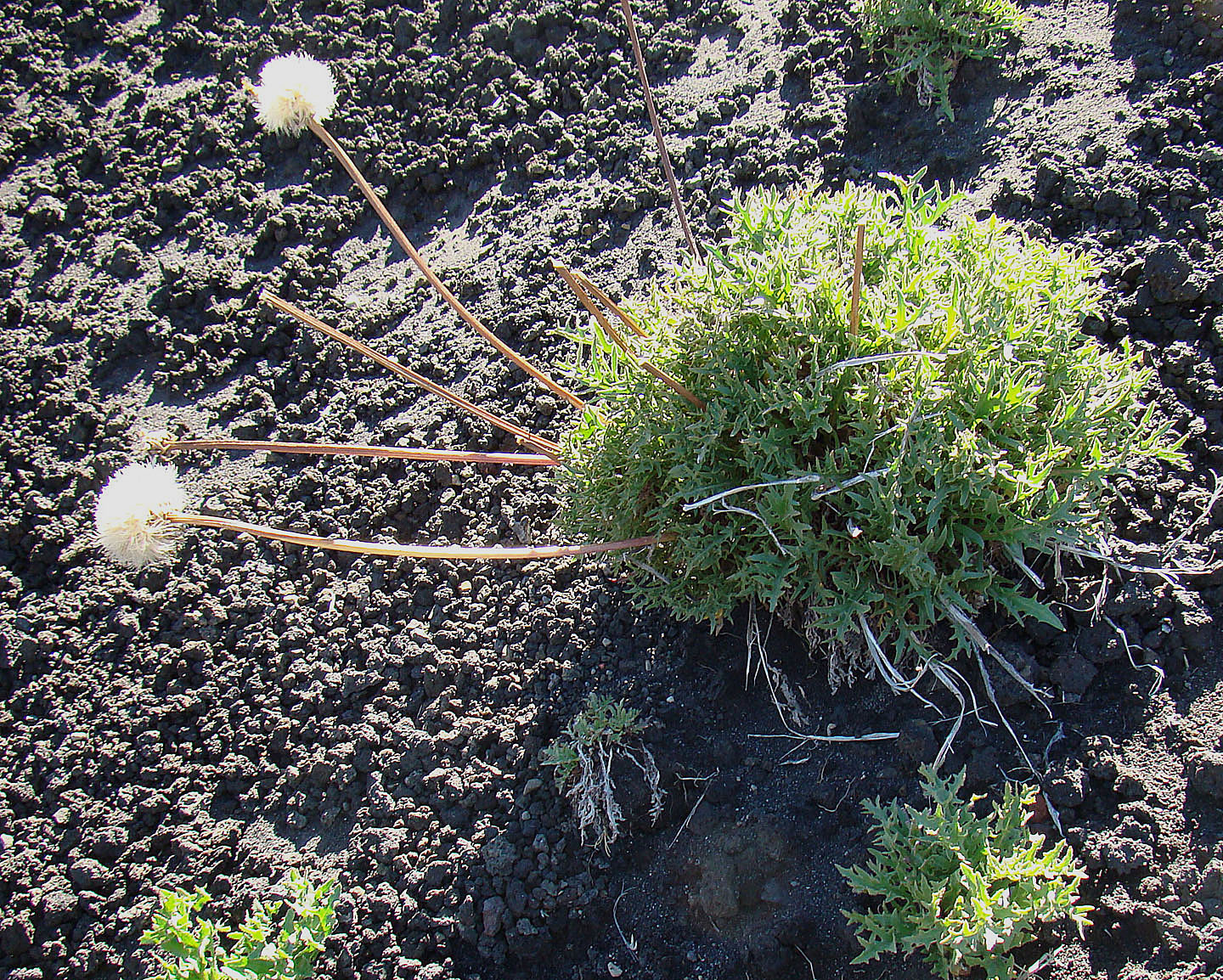
Hypochaeris tenuifolia
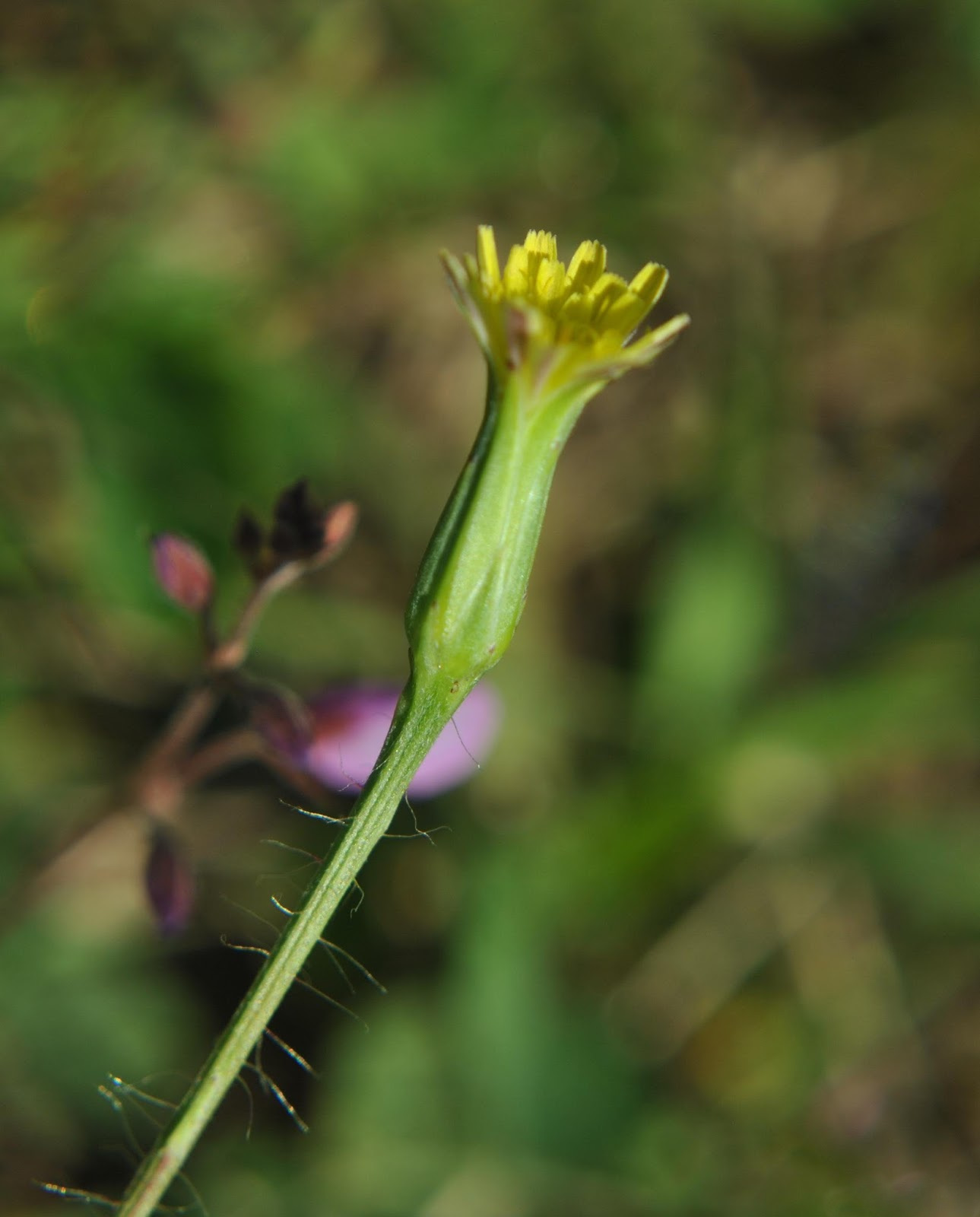
Hypochaeris tropicalis

## U
- Hypochaeris uniflora   Vill.

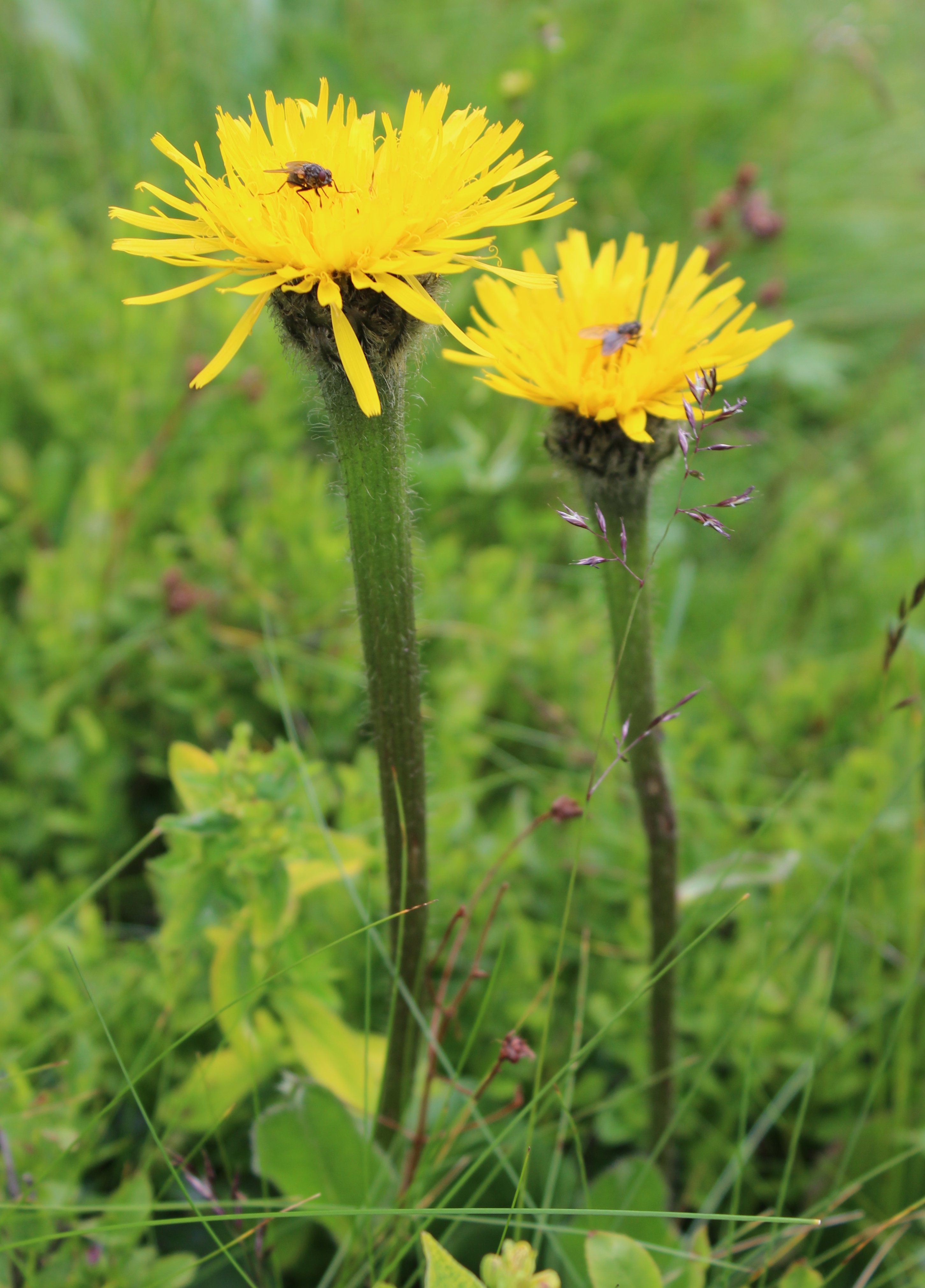
Hypochaeris uniflora

## V
- Hypochaeris variegata   (Lam.) Baker